# Openul Englez
Openul Englez este un turneu profesionist de snooker care contează pentru clasamentul mondial.

## Istorie
La 29 aprilie 2015 președintele World Snooker, Barry Hearn, a anunțat crearea unui turneu sub numele English Open care urma să aibă loc pentru prima dată în 2016, la Manchester, Anglia, și să facă parte din Home Nations Series alături de Openul Galez și Openul Scoțian, precum și o altă competiție nou-înființată, Openul Irlandei de Nord. Câștigătorul Openului Englez primește Trofeul Steve Davis care îi poartă numele fostului campion mondial Steve Davis.
Prima ediție a avut loc între 10 și 16 octombrie 2016 și a fost câștigată de Liang Wenbo.

## Campioni
| An                                  | Câștigător                          | Finalist                            | Scor final                          | Sponsor                             | Gazda                               | Sezon                               |
| Openul Englez (turneu de clasament) | Openul Englez (turneu de clasament) | Openul Englez (turneu de clasament) | Openul Englez (turneu de clasament) | Openul Englez (turneu de clasament) | Openul Englez (turneu de clasament) | Openul Englez (turneu de clasament) |
| ----------------------------------- | ----------------------------------- | ----------------------------------- | ----------------------------------- | ----------------------------------- | ----------------------------------- | ----------------------------------- |
| 2016                                | Liang Wenbo (CHN)                   | Judd Trump (ENG)                    | 9–6                                 | Coral                               | EventCity, Manchester               | 2016–17                             |
| 2017                                | Ronnie O'Sullivan (ENG)             | Kyren Wilson (ENG)                  | 9–2                                 | Dafabet                             | Barnsley Metrodome, Barnsley        | 2017–18                             |
| 2018                                | Stuart Bingham (ENG)                | Mark Davis (ENG)                    | 9–7                                 | BetVictor                           | K2 Leisure Centre, Crawley          | 2018–19                             |
| 2019                                | Mark Selby (ENG)                    | David Gilbert (ENG)                 | 9–1                                 | 19.com                              | K2 Leisure Centre, Crawley          | 2019–20                             |
| 2020                                | Judd Trump (ENG)                    | Neil Robertson (AUS)                | 9–8                                 | Matchroom.Live                      | Marshall Arena, Milton Keynes       | 2020–21                             |
| 2021                                | Neil Robertson (AUS)                | John Higgins (SCO)                  | 9–8                                 | BetVictor                           | Marshall Arena, Milton Keynes       | 2021–22                             |
| 2022                                | Mark Selby (ENG)                    | Luca Brecel (BEL)                   | 9–6                                 | BetVictor                           | Brentwood Centre, Brentwood         | 2022–23                             |
| 2023                                | Judd Trump (ENG)                    | Zhang Anda (CHN)                    | 9–7                                 | BetVictor                           | Brentwood Centre, Brentwood         | 2023–24                             |
| 2024                                | Neil Robertson (AUS)                | Wu Yize (CHN)                       | 9–7                                 | BetVictor                           | Brentwood Centre, Brentwood         | 2024–25                             |